# Party People
"Party People" é o segundo single do rapper Nelly em seu quinto álbum de estúdio, Brass Knuckles (2008). A canção tem a participação da cantora pop/R&B Fergie e foi produzida pro Polow Da Don.

## Desempenho nas paradas

### Posições
| Top (2008)                              | Melhor posição |
| --------------------------------------- | -------------- |
| Canadá - Hot 100 Singles                | 52             |
| Estados Unidos - Billboard Hot 100      | 40             |
| Estados Unidos - Billboard Pop 100      | 39             |
| Nova Zelândia - Parada de Singles RIANZ | 7              |
| Reino Unido - UK Singles Chart          | 14             |